# Chaos Break
Chaos Break là một game kinh dị sinh tồn được phát hành cho hệ máy PlayStation của Sony vào năm 2000. Chaos Break còn là một phần của game arcade Chaos Heat.

## Cốt truyện
Tương tự như Resident Evil và Dino Crisis trước đó, Chaos Break bản chất là một trò chơi bắn súng góc nhìn thứ ba, với âm hưởng của thể loại kinh dị sinh tồn như Resident Evil và Dino Crisis. Game lấy bối cảnh trong một phòng thí nghiệm hóa sinh hoang tàn trên một hòn đảo bị cô lập, hai nhân vật chính là Mitsuki và Rick thuộc đội điều tra và truy quét được chính phủ gửi đến đây để tìm hiểu nguyên nhân của một "phản ứng nhiệt bất thường".
Người chơi sẽ trải qua cuộc hành trình gian nan đầy thử thách bằng cách tiêu diệt kẻ thù, mà trong trường hợp này là những dạng sống ngoài hành tinh và hệ thống phòng thủ tự động của phòng thí nghiệm. Ngoài ra còn một yếu tố kinh dị sinh tồn nữa chính là việc sử dụng các thiết bị đầu cuối, nơi người chơi có thể lưu game và đọc các tập tin giải thích cốt truyện của trò chơi.